# 세키모토정
세키모토정(関本町)은 이바라키현 마카베군에 일찍이 존재했던 정이다.

## 지리
- 현재의 지쿠세이시 남서부에 해당한다.
- 세키모토정은 기누강 동쪽 기슭에 위치해 있다.
- 세키모토정은 고원과 평지가 뒤섞인 골짜기가 많은 지형이다.

## 역사
- 1889년 4월 1일 - 정촌제 시행에 의해 마카베군 세키모토정이 성립하였다.
- 1956년 8월 1일 - 갓치촌, 구로고촌과 합병해 세키조정이 성립하여, 세키모토정은 소멸하였다.

## 인구
| 1891년 | 3,494 |
| 1920년 | 4,616 |
| 1935년 | 5,595 |
| 1950년 | 6,675 |

## 교통
- 조소쓰쿠바철도
  - 기누가와선 (1964년 1월 16일 폐지)

## 참고문헌
- 角川日本地名大辞典編纂委員会『가도카와 일본 지명 대사전 8 茨城県』、가도카와 쇼텐、1983年 ISBN 4040010809
- 日本加除出版株式会社編集部『全国市町村名変遷総覧』、日本加除出版、2006年、ISBN 4817813180